# Jabłoń Kościelna
Jabłoń Kościelna – wieś w Polsce położona w województwie podlaskim, w powiecie wysokomazowieckim, w gminie Nowe Piekuty.
Zaścianek szlachecki Kościelna należący do okolicy zaściankowej Jabłonia położony był w drugiej połowie XVII wieku w powiecie brańskim ziemi bielskiej województwa podlaskiego. W latach 1954–1972 wieś należała i była siedzibą władz gromady Jabłoń Kościelna. W latach 1975–1998 miejscowość administracyjnie należała do województwa łomżyńskiego.

## Historia

### Historia miejscowości
Miejscowość drobnoszlachecka założona na początku XV w. Kolejne nazwy miejscowości: Jabłonia, Jabłoń-Wronia, Jabłoń Wielka, obecnie Kościelna. Ośrodek okolicy szlacheckiej obejmującej kilkanaście wsi, rozróżnianych drugim członem nazwy. Zamieszkiwana przez różne rody Jabłońskich.
W roku 1676 umieszczona w spisie miejscowości ziemi bielskiej.
W roku 1827 w miejscowości 28 domów i 162 mieszkańców. Pod koniec XIX w. grunty włościańskie liczą 479 morgów, a kościelne 118. W miejscowości szkoła początkowa, 2 wiatraki i 2 karczmy.
Ludność żydowska w całej parafii to 123 osoby.

### Historia kościoła

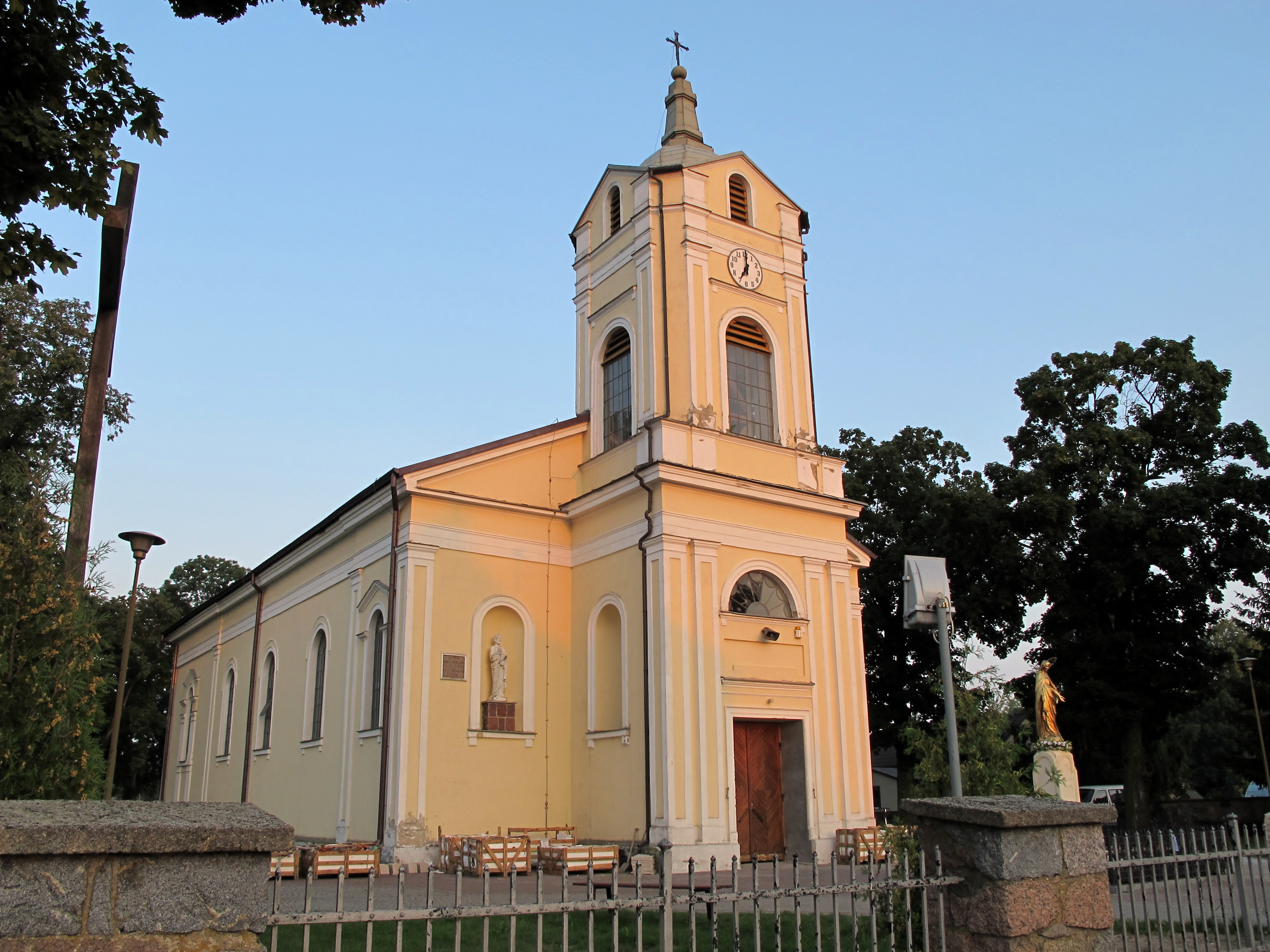
Kościół pw. św. Apostołów Piotra i Pawła

Pierwszy znany kościół wzmiankowany w 1480 r. Parafia pw. św. św. Piotra, Leonarda i Marii Magdaleny erygowana przez biskupa łuckiego Jana. Fundatorami miejscowi dziedzice; bracia: Dobiesław, Jakub, Mikołaj i Stanisław wraz z rodzicami oraz Jadwiga, żona Szczepana z synami Janem, Piotrem i Mikołajem.
Zapewne kolejny, drewniany kościół spłonął w czasie wojen szwedzko-moskiewskich. Odbudowany.
W roku 1732 wzniesiono następny, drewniany, dwuwieżowy. Remontowany w 1842. Spłonął w 1866.
Obecny, murowany, według projektu architekta Karola Majewskiego, zbudowany w latach 1867–1868 staraniem ks. proboszcza Franciszka Kruszewskiego. Fundatorami: Ignacy Jeliński i parafianie. Parafia katolicka liczy w tym czasie 2281 wiernych.
Kościół jest siedzibą parafii św. Apostołów Piotra i Pawła. W strukturze kościoła rzymskokatolickiego parafia należy do metropolii białostockiej, diecezji łomżyńskiej, dekanatu Wysokie Mazowieckie.

## Obiekty zabytkowe
- kościół parafialny pw. św.św. Piotra i Pawła
- na cmentarzu kościelnym
  - grobowiec Fryderyka Gostkowskiego, sędziego pokoju okręgu tykocińskiego, właściciela Mazur
  - grobowiec Anieli Szepietowskiej (zm. 1853)[8].
- dwa cmentarze z okresu I wojny światowej[10]

## Organizacje użyteczności publicznej
- Zespół Szkół w Jabłoni Kościelnej, Mazowiecka 1
- Ochotnicza Straż Pożarna, ul. Cmentarna, 18-212 Jabłoń Kościelna

## Transport
Jabłoń Kościelna ma drogowe połączenia z miejscowościami Wysokie Mazowieckie, Mazury, Nowe Piekuty, Jabłoń-Dąbrowa, Dąbrówka Kościelna, Stara Ruś (a przez to z Sokołami i Kuleszami Kościelnymi) oraz z miejscowością Rzące. Układ ulic w Jabłoni Kościelnej przypomina literę H.
Obok wsi znajduje się przystanek kolei Białystok – Warszawa.